# Grand Prix-wegrace van Groot-Brittannië 1988
De Grand Prix-wegrace van Groot-Brittannië 1988 was de twaalfde Grand Prix van het wereldkampioenschap wegrace-seizoen 1988. De races werden verreden op 7 augustus 1988 op Donington Park nabij Castle Donington (Leicestershire). Tijdens deze Grand Prix kwamen de 125cc-, 250cc-, 500cc- en de zijspanklasse aan de start. 

## Algemeen
Al bij de Britse GP van 1987 had Donington Park veel indruk gemaakt op de coureurs, de teams en de internationale pers. In de winter had circuiteigenaar Tom Wheatcroft nog eens 250.000 pond geïnvesteerd, onder meer in een heel nieuwe asfaltlaag. Dit asfalt bood zo veel grip, dat sommige coureurs klaagden dat ze hun normale rijstijl met spinnend achterwiel niet konden toepassen. Er waren nu ook meer toeschouwers, ongeveer 70.000, maar dat had alles te maken met het zomerse weer met temperaturen van 30° Celsius. Desondanks was het grapje "a rainey day" gauw gemaakt na de 500cc-winst van Wayne Rainey. De dag sloot voor het Britse publiek ook leuk af met de overwinning van Steve Webster en Tony Hewitt in de zijspanklasse. 

## 500cc-klasse

### De training
Na een optreden bij Terry Wogan op vrijdagavond kwam Wayne Gardner op zaterdag zwaar ten val. Hij kneusde een enkel en een scheenbeen, maar hij had op vrijdagochtend al de snelste trainingstijd gereden. Eddie Lawson reed de tweede tijd voor Christian Sarron. Het ging slecht met de fabrieks-Suzuki's. Aanvankelijk had men problemen met de vering en toen die opgelost waren ontstonden bandenproblemen. Kevin Schwantz stond daardoor op de twaalfde plaats en Rob McElnea op de dertiende. Het ging beter met Roger Burnett, die normaal in de Formule 1-klasse met een viertakt- Honda RC 30 reed, maar als vervanger van de geblesseerde Shunji Yatsushiro de negende tijd reed. 

#### Trainingstijden
| Pos | Coureur            | Merk                        | Tijd    |
| --- | ------------------ | --------------------------- | ------- |
| 1.  | Wayne Gardner      | Rothmans-HRC-Honda          | 1"35'09 |
| 2.  | Eddie Lawson       | Agostini-Marlboro-Yamaha    | 1"35'64 |
| 3.  | Christian Sarron   | Gauloises-Sonauto-Yamaha    | 1"35'74 |
| 4.  | Niall Mackenzie    | Gallina-HB-HRC-Honda        | 1"36'04 |
| 5.  | Wayne Rainey       | Roberts-Lucky Strike-Yamaha | 1"36'17 |
| 6.  | Randy Mamola       | Cagiva                      | 1"36'33 |
| 7.  | Didier de Radiguès | Agostini-Marlboro-Yamaha    | 1"36'52 |
| 8.  | Tadahiko Taira     | Tech 21-Yamaha              | 1"36'89 |
| 9.  | Roger Burnett      | Rothmans-HRC-Honda          | 1"37'01 |
| 10. | Ron Haslam         | ELF-HRC-Honda               | 1"37'18 |

### De race
Wayne Rainey nam meteen na de start een voorsprong en was zeer tevreden over zijn Dunlop-banden, die op het stroeve asfalt van Donington Park tot het einde functioneerden. Vreemd genoeg zij hij niets over zijn nieuwe carbon-remschijven, die tot nu toe alleen in trainingen getest waren. Aanvankelijk bestond de achtervolgende groep uit Pierfrancesco Chili, Wayne Gardner, Christian Sarron, Niall Mackenzie, Roger Burnett, Didier de Radiguès, Eddie Lawson en Randy Mamola. Al in de eerste ronde kwam Kevin Schwantz ten val toen hij zich (met nieuwe, experimentele remblokjes) verremde en Ron Haslam in zijn val meenam. Later verremde Gardner zich op dezelfde plaats, waar hij een kromme remschijf aan overhield. Dat belette hem de aanval op Rainey in te zetten. Een tijdje werd Gardner ook nog bedreigd door Sarron, die afhaakte nadat hij door een aantal achterblijvers werd gehinderd. Lawson werd slechts zesde, dankzij een slecht lopende motor en snel slijtende banden. Daardoor bedroeg zijn voorsprong op Gardner in het wereldkampioenschap nu nog maar twintig punten. 

#### Uitslag 500cc-klasse
| Pos | Coureur              | Merk                        | Tijd      | Grid | Punten |
| --- | -------------------- | --------------------------- | --------- | ---- | ------ |
| 1   | Wayne Rainey         | Roberts-Lucky Strike-Yamaha | 48"33'67  | 5    | 20     |
| 2   | Wayne Gardner        | Rothmans-HRC-Honda          | 48"40'64  | 1    | 17     |
| 3   | Christian Sarron     | Gauloises-Sonauto-Yamaha    | 48"42'45  | 3    | 15     |
| 4   | Niall Mackenzie      | Gallina-HB-HRC-Honda        | 48"45'51  | 4    | 13     |
| 5   | Kevin Magee          | Roberts-Lucky Strike-Yamaha | 49"10'42  | 11   | 11     |
| 6   | Eddie Lawson         | Agostini-Marlboro-Yamaha    | 49"14'64  | 2    | 10     |
| 7   | Didier de Radiguès   | Agostini-Marlboro-Yamaha    | 49"25'03  | 7    | 9      |
| 8   | Pierfrancesco Chili  | Gallina-HB-HRC-Honda        | 49"25'48  | 14   | 8      |
| 9   | Roger Burnett        | Rothmans-HRC-Honda          | 49"26'06  | 9    | 7      |
| 10  | Tadahiko Taira       | Tech 21-Yamaha              | 49"55'51  | 8    | 6      |
| 11  | Randy Mamola         | Cagiva                      | 50"06'12  | 6    | 5      |
| 12  | Norihiko Fujiwara    | Yamaha                      | 50"09'57  | 16   | 4      |
| 13  | Mike Baldwin         | Katayama-ELF-Honda          | +1 ronde  | 17   | 3      |
| 14  | Ron Haslam           | ELF-HRC-Honda               | +1 ronde  | 10   | 2      |
| 15  | Fabio Biliotti       | Honda                       | +1 ronde  | 20   | 1      |
| 16  | Patrick Igoa         | Gauloises-Sonauto-Yamaha    | +1 ronde  | 21   |        |
| 17  | Eddie Laycock        | Honda                       | +1 ronde  | 18   |        |
| 18  | Fabio Barchitta      | Katayama-ELF-HRC-Honda      | +1 ronde  | 22   |        |
| 19  | Daniel Amatriaín     | Honda                       | +1 ronde  | 31   |        |
| 20  | Marco Gentile        | Fior-Marlboro-Yamaha        | +1 ronde  | 19   |        |
| 21  | Dave Leach           | Suzuki                      | +1 ronde  | 29   |        |
| 22  | Maarten Duyzers      | HDJ-Honda                   | +2 ronden | 30   |        |
| 23  | Simon Buckmaster     | Honda                       | +2 ronden | 34   |        |
| 24  | Kees van der Endt    | Honda                       | +2 ronden | 35   |        |
| 25  | Nicholas Schmassmann | Honda                       | +2 ronden | 36   |        |

#### Niet gefinished
| Coureur             | Merk             | Oorzaak | Grid |
| ------------------- | ---------------- | ------- | ---- |
| Rachel Nicotte      | Chevallier-Honda |         | 26   |
| Rob McElnea         | Pepsi-Suzuki     | Val     | 13   |
| Kevin Schwantz      | Pepsi-Suzuki     | Val     | 12   |
| Marco Papa          | Honda            | Val     | 23   |
| Wolfgang von Muralt | Suzuki           |         | 32   |
| Steve Spray         | Suzuki           |         | 27   |
| Darren Dixon        | Suzuki           |         | 24   |
| Raymond Roche       | Cagiva           |         | 15   |
| Andreas Leuthe      | Suzuki           |         | 33   |
| Bruno Kneubühler    | Honda            |         | 25   |

#### Niet gestart
| Coureur           | Merk  | Oorzaak | Grid |
| ----------------- | ----- | ------- | ---- |
| Alessandro Valesi | Honda |         | 28   |

#### Niet gekwalificeerd
| Coureur         | Merk   |
| --------------- | ------ |
| René Zanatta    | Paton  |
| Johan ten Napel | Suzuki |
| Ian Pratt       | Honda  |
| Claus Wulff     | Honda  |
| Steve Manley    | Suzuki |

#### Niet deelgenomen
| Coureur           | Merk               | Oorzaak  |
| ----------------- | ------------------ | -------- |
| Donnie McLeod     | Honda              |          |
| Shunji Yatsushiro | Rothmans-HRC-Honda | Blessure |
| Malcolm Campbell  | ELF-Honda          |          |
| Gustav Reiner     | Hein Gericke-Honda | Blessure |
| Manfred Fischer   | Hein Gericke-Honda |          |
| Massimo Broccoli  | Cagiva             |          |

### Top tien tussenstand 500cc-klasse
| Pos | Coureur             | Merk                        | Ptn |
| --- | ------------------- | --------------------------- | --- |
| 1   | Eddie Lawson        | Agostini-Marlboro-Yamaha    | 195 |
| 2   | Wayne Gardner       | Rothmans-HRC-Honda          | 175 |
| 3   | Wayne Rainey        | Roberts-Lucky Strike-Yamaha | 163 |
| 4   | Christian Sarron    | Gauloises-Sonauto-Yamaha    | 123 |
| 5   | Kevin Magee         | Roberts-Lucky Strike-Yamaha | 118 |
| 6   | Didier de Radiguès  | Agostini-Marlboro-Yamaha    | 104 |
| 7   | Kevin Schwantz      | Pepsi-Suzuki                | 100 |
| 8   | Niall Mackenzie     | Gallina-HB-HRC-Honda        | 89  |
| 9   | Pierfrancesco Chili | Gallina-HB-HRC-Honda        | 81  |
| 10  | Rob McElnea         | Pepsi-Suzuki                | 63  |

## 250cc-klasse

### De training
Al het hele seizoen waren de Yamaha-coureurs op jacht naar de snellere Honda NSR 250's, maar op het korte, bochtige circuit van Donington Park roken ze hun kansen. Dat bleek al in de training. Juan Garriga was het hele seizoen al snel en reed de snelste tijd, maar achter hem stonden Luca Cadalora en Carlos Lavado, die nog niet veel goede resultaten hadden geboekt. Jean-Philippe Ruggia was ook snel met zijn productie-Yamaha TZ 250. 

#### Trainingstijden
| Pos | Coureur              | Merk                     | Tijd    |
| --- | -------------------- | ------------------------ | ------- |
| 1.  | Juan Garriga         | Nieto-Ducados-Yamaha     | 1"38'22 |
| 2.  | Luca Cadalora        | Agostini-Marlboro-Yamaha | 1"38'49 |
| 3.  | Carlos Lavado        | HB-Venemotos-Yamaha      | 1"38'70 |
| 4.  | Dominique Sarron     | Rothmans-HRC-Honda       | 1"38'91 |
| 5.  | Sito Pons            | Campsa-HRC-Honda         | 1"39'26 |
| 6.  | Jean-Philippe Ruggia | Gauloises-Sonauto-Yamaha | 1"39'32 |
| 7.  | Reinhold Roth        | HB-HRC-Honda             | 1"39'40 |
| 8.  | Jacques Cornu        | Parisienne-HRC-Honda     | 1"39'44 |
| 9.  | Iván Palazzese       | Yamaha                   | 1"39'66 |
| 10. | Carlos Cardús        | Nieto-Ducados-HRC-Honda  | 1"39'99 |

### De race
Hoewel Luca Cadalora de 250cc-race op Donington Park van start tot finish leidde, ging de aandacht uit naar het gevecht achter hem tussen Juan Garriga en Sito Pons. Pons had in het wereldkampioenschap slechts acht punten voorsprong op Garriga en wilde voor hem finishen. Cadalora liep van het vechtende duo weg, maar in de vijftiende ronde kwam Dominique Sarron uit het achterveld en passeerde eerst Garriga en daarna Pons. Sarron werd ook niet meer bedreigd en werd tweede, maar het gevecht tussen Pons en Garriga duurde tot en met de laatste ronde. In de Melbourne Hairpin (bocht 10) nam Garriga de derde plaats van Pons over. 

#### Uitslag 250cc-klasse
| Pos | Coureur              | Merk                     | Tijd     | Grid | Punten |
| --- | -------------------- | ------------------------ | -------- | ---- | ------ |
| 1   | Luca Cadalora        | Agostini-Marlboro-Yamaha | 43"16'38 | 2    | 20     |
| 2   | Dominique Sarron     | Rothmans-HRC-Honda       | 43"19'84 | 4    | 17     |
| 3   | Juan Garriga         | Nieto-Ducados-Yamaha     | 43"21'55 | 1    | 15     |
| 4   | Sito Pons            | Campsa-HRC-Honda         | 43"21'68 | 5    | 13     |
| 5   | Reinhold Roth        | HB-HRC-Honda             | 43"31'99 | 7    | 11     |
| 6   | Jean-Philippe Ruggia | Gauloises-Sonauto-Yamaha | 43"32'72 | 6    | 10     |
| 7   | Jacques Cornu        | Parisienne-HRC-Honda     | 43"40'52 | 8    | 9      |
| 8   | Carlos Lavado        | HB-Venemotos-Yamaha      | 43"50'04 | 3    | 8      |
| 9   | Masahiro Shimizu     | Terra-HRC-Honda          | 43"58'34 | 16   | 7      |
| 10  | Donnie McLeod        | 7Up-EMC-Rotax            | 44"00'92 | 11   | 6      |
| 11  | Iván Palazzese       | Yamaha                   | 44"01'35 | 9    | 5      |
| 12  | Carlos Cardús        | Nieto-Ducados-HRC-Honda  | 44"07'34 | 10   | 4      |
| 13  | Harald Eckl          | Römer-Aprilia-Rotax      | 44"18'54 | 17   | 3      |
| 14  | Stefano Caracchi     | Honda                    | 44"20'37 | 23   | 2      |
| 15  | Martin Wimmer        | Fath-Hein Gericke-Yamaha | 44"23'35 | 12   | 1      |
| 16  | Bruno Casanova       | FMI-Aprilia-Rotax        | 44"23'57 | 13   |        |
| 17  | August Auinger       | Aprilia-Rotax            | 44"23'95 | 20   |        |
| 18  | Wilco Zeelenberg     | Docshop-Yamaha           | 44"31'82 | 28   |        |
| 19  | Jochen Schmid        | Honda                    | 44"37'84 | 24   |        |
| 20  | Urs Jücker           | Yamaha                   | 44"58'59 | 35   |        |
| 21  | Andreas Preining     | Aprilia-Rotax            | +1 ronde | 26   |        |
| 22  | Christian Boudinot   | Fior-Rotax               | +1 ronde | 22   |        |
| 23  | Jean-François Baldé  | Défi-Rotax               | +1 ronde | 33   |        |
| 24  | Nigel Bosworth       | Aprilia-Rotax            | +1 ronde | 34   |        |
| 25  | Hans Lindner         | Honda                    | +1 ronde | 31   |        |

#### Niet gefinished
| Coureur              | Merk               | Oorzaak | Grid |
| -------------------- | ------------------ | ------- | ---- |
| Hans Becker          | Yamaha             |         | 29   |
| Bobby Issazadhe      | Yamaha             |         | 36   |
| Rob Orme             | Raydel             | Opgave  | 27   |
| Gary Cowan           | Yamaha             |         | 19   |
| Loris Reggiani       | Aprilia-Rotax      |         | 14   |
| Manfred Herweh       | Levior-Yamaha      | Val     | 18   |
| Paolo Casoli         | Pileri-AGV-Garelli | Val     | 15   |
| Jean-Michel Mattioli | Docshop-Yamaha     |         | 25   |
| Kevin Mitchell       | Yamaha             |         | 30   |

#### Niet gestart
| Coureur         | Merk            | Oorzaak | Grid |
| --------------- | --------------- | ------- | ---- |
| Maurizio Vitali | Gazzaniga-Rotax |         | 21   |
| Seigo Kikuchi   | HRC-Honda       |         | 32   |

#### Niet gekwalificeerd
| Coureur             | Merk          |
| ------------------- | ------------- |
| Woolsey Coulter     | Honda         |
| Urs Lüzi            | Honda         |
| Bruno Bonhuil       | Honda         |
| René Delaby         | Yamaha        |
| Jean-Francois Foray | Yamaha        |
| Roland Busch        | Yamaha        |
| Alain Bronec        | Honda         |
| Bernard Haenggeli   | Honda         |
| Steve Patrickson    | Hejira        |
| Javier Cardelús     | Aprilia-Rotax |
| Alberto Puig        | Honda         |
| Steve Hislop        | Yamaha        |
| Hervé Duffard       | Honda         |
| Thierry Rapicault   | Fior-Rotax    |
| Chris Martin        | Aprilia-Rotax |

#### Niet deelgenomen
| Coureur          | Merk                        | Oorzaak  |
| ---------------- | --------------------------- | -------- |
| Toni Mang        | Rothmans-HRC-Honda          | Blessure |
| John Kocinski    | Roberts-Lucky Strike-Yamaha |          |
| Jim Filice       | HRC-Honda                   |          |
| Guy Bertin       | Yamaha                      |          |
| Massimo Matteoni | Yamaha                      |          |
| Helmut Bradl     | Honda-Deutschland           |          |

### Top tien tussenstand 250cc-klasse
| Pos | Coureur              | Merk                     | Ptn |
| --- | -------------------- | ------------------------ | --- |
| 1   | Sito Pons            | Campsa-HRC-Honda         | 179 |
| 2   | Juan Garriga         | Nieto-Ducados-Yamaha     | 173 |
| 3   | Jacques Cornu        | Parisienne-HRC-Honda     | 151 |
| 4   | Reinhold Roth        | HB-HRC-Honda             | 122 |
| 5   | Luca Cadalora        | Agostini-Marlboro-Yamaha | 121 |
| 6   | Dominique Sarron     | Rothmans-HRC-Honda       | 115 |
| 7   | Toni Mang            | Rothmans-HRC-Honda       | 87  |
| 8   | Jean-Philippe Ruggia | Gauloises-Sonauto-Yamaha | 82  |
| 9   | Masahiro Shimizu     | Terra-HRC-Honda          | 58  |
| 10  | Donnie McLeod        | 7Up-EMC-Rotax            | 46  |

## 125cc-klasse

### De training
Hans Spaan had eindelijk nieuwe onderdelen voor zijn Honda RS 125 gekregen: zuigers en cilinders, maar Ezio Gianola had ook twee nieuwe stroomlijnkuipen ontvangen. Gianola zette de snelste trainingstijd, Jorge Martínez was tweede, maar privérijder Alex Bedford zette de derde tijd. Spaan was slechts vijfde, maar hij had goede hoop op een sterke race omdat het bochtige circuit hem goed lag. 

#### Trainingstijden
| Pos | Coureur            | Merk                | Tijd    |
| --- | ------------------ | ------------------- | ------- |
| 1.  | Ezio Gianola       | Honda               | 1"45'60 |
| 2.  | Jorge Martínez     | Nieto-Ducados-Derbi | 1"46'17 |
| 3.  | Alex Bedford       | Honda               | 1"46'29 |
| 4.  | Domenico Brigaglia | Gazzaniga-Rotax     | 1"46'71 |
| 5.  | Hans Spaan         | Samson-Sharp-Honda  | 1"46'79 |
| 6.  | Corrado Catalano   | Aprilia-Rotax       | 1"47'11 |
| 7.  | Julián Miralles    | Nieto-Ducados-Honda | 1"47'34 |
| 8.  | Allan Scott        | Honda               | 1"47'35 |
| 9.  | Lucio Pietroniro   | Honda               | 1"47'37 |
| 10. | Adi Stadler        | Honda               | 1"47'53 |

### De race
Bij de start waren Ezio Gianola, Alex Bedford, Hans Spaan en Jorge Martínez het snelste weg. Zij wisten ook een voorsprong op te bouwen op Julián Miralles, Allan Scott, Domenico Brigaglia, Lucio Pietroniro en Corrado Catalano. Gianola reed alleen weg, maar Bedford was ook sneller dan Martínez en Spaan, die om de derde plaats vochten. Bedford viel echter toen de bouten van zijn kettingtandwiel het begaven. Martínez en Spaan vochten nu om de tweede plaats, maar bij een inhaalactie van Spaan bij de Old Hairpin (bocht 4) raakten ze elkaar en kwam Spaan ten val. Hij kon weer opstappen en werd nog tiende, maar de derde plaats ging nu naar Brigaglia. 

#### Uitslag 125cc-klasse
| Pos | Coureur             | Merk                | Tijd     | Grid | Punten |
| --- | ------------------- | ------------------- | -------- | ---- | ------ |
| 1   | Ezio Gianola        | Honda               | 42"42'42 | 1    | 20     |
| 2   | Jorge Martínez      | Nieto-Ducados-Derbi | 43"14'39 | 2    | 17     |
| 3   | Domenico Brigaglia  | Gazzaniga-Rotax     | 43"20'58 | 4    | 15     |
| 4   | Julián Miralles     | Nieto-Ducados-Honda | 43"23'07 | 7    | 13     |
| 5   | Allan Scott         | Honda               | 43"23'20 | 8    | 11     |
| 6   | Krysztof Galatowicz | Honda               | 43"30'28 | 11   | 10     |
| 7   | Fausto Gresini      | Pileri-AGV-Garelli  | 43"38'38 | 24   | 9      |
| 8   | Johnny Wickström    | Honda               | 43"41'77 | 18   | 8      |
| 9   | Àlex Crivillé       | Nieto-Ducados-Derbi | 43"43'20 | 32   | 7      |
| 10  | Hans Spaan          | Samson-Sharp-Honda  | 43"43'71 | 5    | 6      |
| 11  | Alfred Waibel       | Waibel-Honda        | 43"56'35 | 27   | 5      |
| 12  | Hisashi Unemoto     | Fukuda-Honda        | 43"56'56 | 13   | 4      |
| 13  | Heinz Lüthi         | Honda               | 43"56'62 | 34   | 3      |
| 14  | Bady Hassaine       | Honda               | 43"59'54 | 26   | 2      |
| 15  | Lucio Pietroniro    | Honda               | 44"00'44 | 9    | 1      |
| 16  | Manuel Herreros     | Nieto-Ducados-Derbi | 44"16'65 | 36   |        |
| 17  | Juan Ramon Bolart   | JJ Cobas-Rotax      | 44"17'01 | 23   |        |
| 18  | Jussi Hautaniemi    | Honda               | 44"17'56 | 33   |        |
| 19  | Ian McConnachie     | Cagiva              | 44"17'69 | 16   |        |
| 20  | Gerhard Waibel      | Honda               | 44"18'25 | 20   |        |
| 21  | Manuel Hernández    | Honda               | 44"34'96 | 30   |        |
| 22  | Mike Leitner        | LCR-Rotax           | +1 ronde | 28   |        |
| 23  | Hubert Abold        | Honda               | +1 ronde | 21   |        |
| 24  | Koji Takada         | Fukuda-Honda        | +1 ronde | 14   |        |
| 25  | Alan Patterson      | Honda               | +1 ronde | 29   |        |

#### Niet gefinished
| Coureur            | Merk               | Oorzaak            | Grid |
| ------------------ | ------------------ | ------------------ | ---- |
| Pier Paolo Bianchi | Cagiva             |                    | 35   |
| Thierry Feuz       | Ferac-Rotax        |                    | 19   |
| Jörg Seel          | Seel               |                    | 22   |
| Alex Bedford       | Honda              | Kettingaandrijving | 3    |
| Esa Kytölä         | Honda              |                    | 31   |
| Stefan Dörflinger  | Marlboro-Honda     |                    | 25   |
| Adi Stadler        | Honda              |                    | 10   |
| Corrado Catalano   | Aprilia-Rotax      | Val                | 6    |
| Luis Miguel Reyes  | Pileri-AGV-Garelli |                    | 17   |
| Stefan Prein       | Honda              |                    | 15   |
| Gastone Grassetti  | Honda              |                    | 12   |

#### Niet gekwalificeerd
| Coureur              | Merk       |
| -------------------- | ---------- |
| Flemming Kistrup     | Honda      |
| Josef Fischer        | Noki-Rotax |
| Robin Appleyard      | Honda      |
| Robin Milton         | Honda      |
| Mark Carkeek         | Scitsu     |
| Jean-Claude Selini   | Honda      |
| David Lennon         | Honda      |
| Paul Bordes          | Honda      |
| Christian Le Badezet | Honda      |
| Håkan Olsson         | Honda      |
| Stuart Edwards       | Rotax      |
| Manfred Thurmayer    | Honda      |
| Andrés Sánchez       | Rotax      |
| Ray Murphy           | Honda      |
| Tony Head            | Honda      |
| Reg Lennon           | Honda      |
| Claudio Macciotta    | Honda      |

#### Niet deelgenomen
| Coureur        | Merk  | Oorzaak |
| -------------- | ----- | ------- |
| Jos van Dongen | Honda |         |

### Top tien tussenstand 125cc-klasse
| Pos | Coureur            | Merk                | Ptn |
| --- | ------------------ | ------------------- | --- |
| 1   | Jorge Martínez     | Nieto-Ducados-Derbi | 157 |
| 2   | Ezio Gianola       | Honda               | 140 |
| 3   | Hans Spaan         | Samson-Sharp-Honda  | 82  |
| 4   | Julián Miralles    | Nieto-Ducados-Honda | 72  |
| 5   | Domenico Brigaglia | Gazzaniga-Rotax     | 67  |
| 6   | Gastone Grassetti  | Honda               | 61  |
| 7   | Gerhard Waibel     | Honda               | 52  |
| 8   | Adi Stadler        | Honda               | 49  |
| 9   | Stefan Prein       | Honda               | 44  |
| 10  | Lucio Pietroniro   | Honda               | 40  |

## Zijspanklasse

### De training
Opnieuw was Rolf Biland veruit de snelste, met bijna twee seconden voorsprong op Steve Webster. Egbert Streuer reed weliswaar de vierde tijd, maar hij had het hele weekend moeite om zijn Yamaha-blok goed aan het lopen te krijgen. 

#### Trainingstijden
| Pos | Coureur            | Bakkenist          | Merk                    | Tijd    |
| --- | ------------------ | ------------------ | ----------------------- | ------- |
| 1.  | Rolf Biland        | Kurt Waltisperg    | LCR-Krauser             | 1"37'18 |
| 2.  | Steve Webster      | Tony Hewitt        | Silkolene-LCR-Krauser   | 1"39'05 |
| 3.  | Markus Egloff      | Urs Egloff         | BP-LCR-ADM              | 1"39'32 |
| 4.  | Egbert Streuer     | Bernard Schnieders | Lucky Strike-LCR-Yamaha | 1"40'03 |
| 5.  | Alain Michel       | Jean-Marc Fresc    | ELF-LCR-Krauser         | 1"40'25 |
| 6.  | Masato Kumano      | Markus Fährni      | LCR-Yamaha              | 1"40'69 |
| 7.  | Derek Jones        | Peter Brown        | LCR-Yamaha              | 1"41'28 |
| 8.  | Alfred Zurbrügg    | Martin Zurbrügg    | LCR-Yamaha              | 1"41'75 |
| 9.  | Yoshisada Kumagaya | Brian Barlow       | Windle-Yamaha           | 1"41'82 |
| 10. | Rolf Steinhausen   | Bruno Hiller       | Busch-ADM               | 1"41'90 |

### De race
Na de start vormde zich meteen een kopgroep met Rolf Biland/Kurt Waltisperg, Egbert Streuer/Bernard Schnieders, Steve Webster/Tony Hewitt en Derek Jones/Peter Brown. Jones moest echter al snel afhaken. Biland werd gepasseerd door Streuer en een ronde later ook door Webster. Toen Webster de leiding van Streuer overnam leek Biland plotseling weer sneller te worden, want hij passeerde Streuer, die echter problemen met zijn voorband kreeg. Streuer viel zelfs terug naar de vijfde plaats. Biland volgde Webster, maar viel niet echt meer aan. Het leek er zelfs op dat hij Webster zijn thuisoverwinning wel gunde, maar dat ontkende hij na de race. Biland had problemen met zijn achterrem en kon daardoor niet aanvallen. De gebroeders Alfred- en Martin Zurbrügg reden een knappe inhaalrace. Nadat ze al uit de eerste bocht waren gevlogen reden ze van de laatste naar de negende plaats. 

#### Uitslag zijspanklasse
| Pos | Coureur            | Bakkenist          | Merk                    | Tijd     | Grid | Punten |
| --- | ------------------ | ------------------ | ----------------------- | -------- | ---- | ------ |
| 1   | Steve Webster      | Tony Hewitt        | Silkolene-LCR-Krauser   | 40'39"56 | 2    | 20     |
| 2   | Rolf Biland        | Kurt Waltisperg    | LCR-Krauser             | +2"10    | 1    | 17     |
| 3   | Alain Michel       | Jean-Marc Fresc    | ELF-LCR-Krauser         | +16"19   | 5    | 15     |
| 4   | Markus Egloff      | Urs Egloff         | BP-LCR-ADM              | +28"48   | 3    | 13     |
| 5   | Egbert Streuer     | Bernard Schnieders | Lucky Strike-LCR-Yamaha | +30"26   | 4    | 11     |
| 6   | Masato Kumano      | Markus Fährni      | LCR-Yamaha              | +45"95   | 6    | 10     |
| 7   | Derek Jones        | Peter Brown        | LCR-Yamaha              |          | 7    | 9      |
| 8   | Fritz Stölzle      | Hubert Stölzle     | LCR-Krauser             |          |      | 8      |
| 9   | Alfred Zurbrügg    | Martin Zurbrügg    | LCR-Yamaha              |          | 8    | 7      |
| 10  | Bernd Scherer      | Thomas Schröder    | BSR-Krauser             |          |      | 6      |
| 11  | Yoshisada Kumagaya | Brian Barlow       | Windle-Yamaha           |          | 9    | 5      |
| 12  | Gary Thomas        | Eckart Rösinger    | LCR-Krauser             |          |      | 4      |
| 13  | Jean-Louis Millet  | Claude Debroux     | LCR-Yamaha              |          |      | 3      |
| 14  | André Bosman       | David Kellett      | LCR-Yamaha              |          |      | 2      |
| 15  | Clive Stirrat      | Simon Prior        | LCR-Yamaha              |          |      | 1      |
| 16  | Ray Gardner        | Tony Strevens      | Onbekend                |          |      |        |
| 17  | René Progin        | Yvan Hunziker      | Seymaz-Krauser          |          |      |        |

#### Niet gefinished
| Coureur          | Bakkenist       | Merk                    | Oorzaak         | Grid |
| ---------------- | --------------- | ----------------------- | --------------- | ---- |
| Theo van Kempen  | Simon Birchall  | Lucky Strike-LCR-Yamaha | Versnellingsbak | 17   |
| Rolf Steinhausen | Bruno Hiller    | Busch-ADM               |                 | 10   |
| Wolfgang Stropek | Geral de Haas   | LCR-Krauser             |                 | 12   |
| Barry Brindley   | Graham Rose     | LCR-Yamaha              |                 | 13   |
| Steve Abbott     | Shaun Smith     | Windle-Yamaha           |                 | 11   |
| Pascal Larratte  | Jacques Corbier | LCR-Yamaha              |                 | 15   |

### Top tien tussenstand zijspanklasse
| Pos | Coureur         | Bakkenist                    | Merk                    | Ptn. |
| --- | --------------- | ---------------------------- | ----------------------- | ---- |
| 1   | Rolf Biland     | Kurt Waltisperg              | LCR-Krauser             | 137  |
| 2   | Steve Webster   | Tony Hewitt                  | Silkolene-LCR-Krauser   | 116  |
| 3   | Alain Michel    | Jean-Marc Fresc              | ELF-LCR-Krauser         | 69   |
| 4   | Egbert Streuer  | Bernard Schnieders           | Lucky Strike-LCR-Yamaha | 65   |
| 5   | Alfred Zurbrügg | Martin Zurbrügg              | LCR-Yamaha              | 55   |
| 6   | Derek Jones     | Peter Brown                  | LCR-Yamaha              | 54   |
| 7   | Markus Egloff   | Urs Egloff                   | BP-LCR-ADM              | 53   |
| 8   | Steve Abbott    | Shaun Smith                  | Windle-Yamaha           | 48   |
| 9   | Barry Brindley  | Graham Rose en Gavin Simmons | LCR-Yamaha              | 46   |
| 10  | Bernd Scherer   | Thomas Schröder              | BSR-Krauser             | 38   |
| 10  | Masato Kumano   | Markus Fährni                | LCR-Yamaha              | 38   |

## Trivia

### Fausto Gresini
Fausto Gresini en Garelli waren het hele seizoen al aan het experimenteren met hun frames, maar tot resultaat had het nog niet geleid sinds Gresini in de GP van Spanje vierde was geworden. De Garelli-eencilinder had zijn eigen frame, maar men had ook al gereden met een frame van een Honda RS 125. Nu was men op het idee gekomen om het frame van de succesvolle tweecilinder uit 1987 te gebruiken en scoorde Gresini in elk geval weer eens punten. 

### Norihiko Fujiwara
Norihiko Fujiwara was voor het tweede jaar op rij 500cc-kampioen van Japan geworden en mocht van Yamaha als beloning deelnemen aan de Britse Grand Prix. Hij was ook al in de Japanse Grand Prix gestart, maar was daar uitgevallen.

### On board-camera's
De BBC had op twee machines camera's gemonteerd: die van Ron Haslam en die van Rob McElnea. Beide cameramannen kwamen in de race ten val.

### Lucky Streuer?
Tabaksreclame was in het Verenigd Koninkrijk verboden. De meeste teams plakten daarom die reclame af of vervingen ze. Zo was bij Ducados het merk vervangen door de naam van de coureur en bij Lucky Strike-Yamaha door "Team Roberts". Egbert Streuer reed dergelijke races altijd met "Lucky Streuer" in plaats van "Lucky Strike", maar veel geluk had hij het hele seizoen nog niet gehad. 
1977 · 1978 · 1979 · 1980 · 1981 · 1982 · 1983 · 1984 · 1985 · 1986 · 1987 · 1988 · 1989 · 1990 · 1991 · 1992 · 1993 · 1994 · 1995 · 1996 · 1997 · 1998 · 1999 · 2000 · 2001 · 2002 · 2003 · 2004 · 2005 · 2006 · 2007 · 2008 · 2009 · 2010 · 2011 · 2012 · 2013 · 2014 · 2015 · 2016 · 2017 · 2018 · 2019 · 2021 · 2022 · 2023 · 2024 · 2025